# フォリー・タカラジェンヌ
グランド・レビュー『フォリー・タカラジェンヌ』は宝塚歌劇団の作品。雪組宝塚大劇場公演。20場。公演期間は1970年5月28日から7月1日。併演は『春ふたたび』。

## スタッフ
- 作・演出：高木史朗
- 作曲・編曲：中元清純
- 音楽指揮：溝口尭
- 振付：岡正躬・喜多弘・県洋二
- 装置：石浜日出雄
- 衣装：小西松茂
- 照明：今井直次
- 小道具：生島道正
- 効果：坂上勲
- 音響監督：松永浩志
- 演出補：岡田敬二
- 演出助手：太田哲則
- 制作：野田浜之助

## 主な出演
- 歌う男・エトワール：真帆志ぶき
- 歌う女：大原ますみ・高宮沙千
- 踊る男：牧美佐緒・亜矢ゆたか
- 踊る女：美高悠子
- ピアニスト：桜圭子
- 青年：汀夏子
- 少女：摩耶明美
- 少年：順みつき・尚すみれ